# Edmund Fornalski
Edmund Fornalski (ur. 16 listopada 1867 w Kunowie, zm. 25 lutego 1908 tamże) – polski rzeźbiarz i kamieniarz, jeden z przedstawicieli kamieniarzy kunowskich.

## Życiorys
Był synem Józefa Wacława Kazimierza Fornalskiego, osiadłego w mieście powstańca styczniowego i także rzeźbiarza, i Walerii ze Stawińskich. Pobierał nauki sztuki kamieniarskiej najpierw w rodzinnym Kunowie u lokalnych mistrzów, a następnie w Warszawie. Po zakończeniu nauki Edmund Fornalski pracował jako warszawski rzeźbiarz. Jego rzeźby zdobią do dziś dnia m.in. kościół Św. Anny oraz kościół Najśw. Zbawiciela w Warszawie. W stolicy Edmund Fornalski poślubił w 1890 r. Scholastykę Siedlicką (1866-1908), z którą następnie wrócił do rodzinnego Kunowa. Tam do końca życia pracował jako ceniony rzeźbiarz tworząc m.in. kapliczki i ozdobne nagrobki, które do dziś zachowały się m.in. w Kunowie, Ostrowcu Św. i Opatowie.
Edmund Fornalski był wujem księdza Jana Bojarczaka oraz potomkiem Franciszka Fornalskiego.